# Franck Evina
Franck Junior Evina (Yaundé, Camerún, 5 de julio de 2000) es un futbolista germano-camerunés. Juega como delantero y su equipo es el F. C. Emmen de la Eerste Divisie de Países Bajos.

## Carrera
Evina llegó a Alemania con su familia a la edad de 6 años. En 2013 sería captado por los cazatalentos del Bayern de Múnich para incorporarlo al Bayern de Múnich sub-14 al traerlo desde el SV Neuperlach-München.
En la temporada 2017-18, Evina se unió al Bayern de Múnich II, haciendo su debut en la Regionalliga Bayern el 4 de agosto de 2017 en la victoria 2:1 sobre el 1. FC Schweinfurt, empezando el partido para terminar siendo sustituido en el minuto 79 por su compañero Mario Crnički.
El 28 de abril de 2018, Evina, con 17 años, realizó su debut en 1. Bundesliga con el primer equipo del Bayern de Múnich en la victoria 4:1 sobre el Eintracht Fráncfort. Evina empezaría en el once titular para terminar siendo sustituido en el minuto 66 por Niklas Süle.
El 11 de mayo, Evina firmó un contrato profesional a largo plazo con el Bayern. El delantero selló su estadía con el conjunto bávaro hasta el 30 de junio de 2021.
Tras salir cedido al Holstein Kiel y el K. F. C. Uerdingen 05, en julio de 2020 abandonó el conjunto bávaro y firmó con el Hannover 96 hasta 2023. En enero de 2022, cumplido la mitad del contrato, fue cedido al F. C. Viktoria 1889 Berlín para lo que quedaba de temporada.

## Selección nacional
Tenía la posibilidad de representar tanto a Alemania, como a su país de nacimiento Camerún, pero terminó representando a la selección sub-18 de Alemania, con la cual debutó el 12 de noviembre de 2017 en la victoria 3:1 sobre Italia.
En categoría absoluta decidió representar a Camerún, debutando el 9 de octubre de 2020 en un amistoso ante Japón que terminó sin goles.

## Palmarés

### Campeonatos nacionales
| Título                | Club             | País     | Año  |
| --------------------- | ---------------- | -------- | ---- |
| Bundesliga            | Bayern de Múnich | Alemania | 2018 |
| Supercopa de Alemania | Bayern de Múnich | Alemania | 2018 |